# Jiří Jungwirth
Jiří Jungwirth (21. září 1921 Praha – 22. října 1959 Praha) byl český režisér.

## Život
Jiří Jungwirth se narodil v Praze. Po absolvování měšťanské školy se vyučil nástrojařem. Jako ročník 1921 byl za druhé světové války totálně nasazen v Německu. Od roku 1945 pracoval v Novém Boru jako technický úředník ve Škodových závodech.
Jako ochotnický divadelník a bubeník závodního orchestru byl vybrán ke studiu na filmové škole v Praze-Hostivaři, kterou ukončil v roce 1951. Zaučoval se u Alfréda Radoka na filmu Divotvorný klobouk (1952) a u Vladimíra Borského na filmu Jestřáb kontra Hrdlička (1953). Jako asistent režie spolupracoval na filmech Krejčovská povídka (Jindřich Puš, 1953), Byl jednou jeden král (Bořivoj Zeman, 1955) a Po noci den (Jaroslav Mach, 1955), jako pomocný režisér pak na filmu Zaostřit, prosím! (Martin Frič, 1956).
V roce 1957 režíroval s Jindřichem Pušem film Malí medvědáři, poté přešel do Ústředního televizního studia Praha, se kterým již předtím od roku 1953 spolupracoval externě. Pracoval spolu s Jaroslavem Dietlem v redakci humoru a satiry (HuSa). U diváků byly oblíbeny televizní estrády, které režíroval, např. Se srncem divno hrát, Jasný obraz, věrný zvuk, Černá hodinka, Co má nohy na palubu, Až nás budou miliony, Píšu, píšeš, píšeme a mnoho dalších. Pro televizi získal Vladimíra Dvořáka, který vytvořil konferenciérskou dvojici s Vladimírem Hrubým, kterého posléze nahradila Jiřina Bohdalová.
Jiří Jungwirth pro televizi režíroval také televizní inscenace: Lidé na prodej na námět Norberta Frýda, Metoda rady Pitra podle povídek Karla Čapka, Jeppe z kopečku norsko-dánského dramatika Ludviga Holberga, Obchodník s deštěm amerického dramatika Nathaniela Richarda Nashe, hudební komedii Schovávaná na schodech Vítězslava Nezvala (podle hry Pedro Calderóna).
Režíroval i soutěžní pořad Hádej, hádej hadači s konferenciérem Janem Pixou nebo zábavně naučný pořad Smím prosit s konferenciérem Vladimírem Menšíkem, podle kterého se diváci mohli naučit tančit např. waltz nebo foxtrot. V roce 1956 natočil televizní film Vlastimil Kloc se svým orchestrem, který sloužil i pro propagaci tohoto orchestru v zahraničí. Režíroval i hudební pořady Hledáme písničku pro všední den, ve kterých hrál orchestr Karla Krautgartnera. Režisérské schopnosti Jiřího Jungwirtha využíval i pražský kabaret Alhambra ve svých revuálních pořadech.
Zemřel v roce 1959 ve věku 38 let na následky zranění, utrpěných při havárii automobilu, který řídil zpěvák Josef Zíma.

## Televizní inscenace
- Lidé na prodej (podle námětu Norberta Frýda, 1957)[5]
- Jeppe z kopečku (Ludvig Holberg, 1958)
- Metoda rady Pitra (podle 2 povídek Karla Čapka, 1958)[6]
- Obchodník s deštěm (Nathaniel Richard Nash, 1958)
- Schovávaná na schodech (Vítězslav Nezval, 1959)[7]

## TV pořady
- Se srncem divno hrát (1956)[8]
- Vlastimil Kloc se svým orchestrem (1956)
- Smím prosit (1958)